# Dipsas variegata
Dipsas variegata är även ett synonym för en afrikansk art, se Telescopus variegatus.
Dipsas variegata är en orm i familjen snokar som förekommer i Sydamerika.
För arten är tre från varandra skilda populationer kända. Den första i norra Venezuela och i regionen Guyana, den andra i östra Brasilien och den tredje i Bolivia samt i angränsande områden av Peru. Dipsas variegata lever i låglandet och i bergstrakter upp till 1500 meter över havet. Habitatet utgörs av regnskogar och galleriskogar. Individerna är nattaktiva och har snäckor som föda. Honor lägger ägg.
Beståndet påverkas antagligen negativ av skogsavverkningar i östra Brasilien. Arten är endast i Bolivia sällsynt. IUCN listar den som livskraftig (LC).